# Denise Bindschedler-Robert
Denise Bindschedler-Robert (Saint-Imier, 10 juli 1920 – Bern, 17 november 2008) was een Zwitserse hooglerares, advocate en rechter in het Europees Hof voor de Rechten van de Mens.

## Biografie

### Afkomst en opleiding
Denise Bindschedler-Robert was een dochter van Georges Robert et de Marcelle César. In 1950 trouwde ze met Rudolf Bindschedler. Na haar schooltijd in Saint-Imier en La Chaux-de-Fonds studeerde ze rechten aan de Universiteit van Bern en de Universiteit van Lausanne. In 1949 behaalde ze een doctoraat.

### Carrière
Bindschedler-Robert werd advocate in 1945. Van 1946 tot 1950 was ze aan de slag als juriste voor het Departement van Politieke Zaken. Ze was lesgeefster internationaal publiekrecht aan het universitair instituut voor hogere internationale studies in Genève. In 1964 werd ze buitengewoon hoogleraar en in 1985 ereprofessor. Ze specialiseerde zich in het internationaal humanitair recht en de mensenrechten. Vanaf 1967 was ze lid van het Internationaal Comité van het Rode Kruis, waarvan ze van 1986 tot 1990 vicevoorzitster was en in 1991 erelid werd. Van 1975 tot 1991 was ze rechter in het Europees Hof voor de Rechten van de Mens. In 1974 werd ze lid van het Institut de Droit International. In 1991 werd ze voorzitster van het Institut international des droits de l'homme.

## Onderscheidingen
- Pax Orbis ex Jure-medaille (1979)
- Doctor honoris causa aan de Universiteit van Fribourg (1982)
- Walther Hugprijs (1993)